# Pteridrys zeylanica
Pteridrys zeylanica är en ormbunkeart som beskrevs av Ren-Chang Ching, Carl Frederik Albert Christensen och Ching. Pteridrys zeylanica ingår i släktet Pteridrys och familjen Tectariaceae. Inga underarter finns listade.